# دوزدوزان
دوزدوزان یکی از شهرهای  متعلق به شهرستان سرآب استان آذربایجان شرقی ایران است.

## موقعیت جغرافیایی
شهر دوزدوزان ۳۲ کیلومتری شهرستان سرآب و ۳۷ کیلومتری شهرستان بستان آباد، در قسمت شمال جاده اصلی تبریز – اردبیل که به صورت غربی – شرقی کشیده شده‌است قرار دارد.
این شهر یکی از شهرهای چهارگانه شهرستان سرآب می‌باشد و از طرف غرب به شهرستان بستان آباد، از طرف شرق به شهرستان سرآب، از طرف شمال به شهر مهربان و از طرف جنوب به شهر شربیان محدود می‌شود.
همسایه‌های دیوار به دیوار شهر دوزدوزان از طرف غرب روستای خاکی، از طرف شرق روستاهای ارزنه، دولت‌آباد و داراب، از طرف شمال روستاهای زنگیل آباد و آردالان و از طرف جنوب شهر شربیان و روستای ایوق می‌باشد.

## آب و هوا
شهر دوزدوزان بواسطه قرارگرفتن در منطقه کوهستانی (نزدیکی به رشته کوه بزقوش و ارتفاعات سبلان دارای آب و هوایی سرد و کوهستانی است که در تابستان معتدل و در زمستان‌ها دارای آب و هوای سرد می‌باشد و یکی از نقاط سردسیر کشور به شمارمی رود. تعداد روزهای یخبندان در شهر دوزدوزان حدود ۵ ماه در سال می‌باشد. مقدار بارندگی سالانه از ۳۰۰ تا ۶۰۰ میلی‌متر متغیر می‌باشد، بارش در جوی‌ها و رودهای فصلی جاری شده و به سمت تلخه‌رود سرازیر و توسط آن از منطقه خارج می‌شود.

## وضعیت شغلی اهالی
باتوجه به کارو تلاش مضاعف اهالی دوزدوزان با وجود رونق کشاورزی و کشت گندم و جو و سیب زمینی برای دوران سرما به جهت وضعیت مالی خوب اهالی کامیون داری و پرداختن به امور ساختمانی و عمرانی از اصلی‌ترین شغل‌های دوزدوزان به شمار می‌رود.
در کنار کارهای کشاورزی ، دامداری به صورت سنتی دراغلب خانواده ها رواج دارد و بدین طریق بخشی ازهزینه های زندگی و نیاز خود به لبنیات و گوشت را تامین می کنند .
پس از کشاورزی و دامداری ، کامیون داری  ، پیمان کاری  و تجارت از مشاغلی است که ساکنان شهر دوزدوزان به آن اشتغال دارند. اقتصاد این شهر بسیار پویا بوده و در فصل تابستان ده ها نفر از افراد جویای کار از سراسر منطقه به این شهر رفت‌وآمد دارند.

## اقتصاد دوزدوزان
```
باتوجه به موقعيت جغرافيائي آن با محوريت كشاورزي بوده است .آب  و هواي مناسب و خاك خوب و نيروي انساني كافي دليل فعاليت بيشتر منطقه درامر كشاورزي است.
```

شهر دوزدوزان مکان مناسبی برای کشت انواع  محصولات  کشاورزی می باشد. اگرچه شهر دوزدوزان ازمناطق  مستعد باغداری می باشد  اما از قدیم  الایام به این بخش توجه نگردیده است  ولی تقریباً تمامی محصولات مناطق سردسیری دراین شهر بعمل می آید. سیب زمینی- خیار - غلات- علوفه و سبزیجات از عمده محصولات تولیدی دوزدوزان می باشد. محصول سیب زمینی این شهر و منطقه دارای شهرت فراوانی در سطح استان و کشور می باشد بطوری که میدان سیب زمینی این شهر به عنوان بورس سیب زمینی شمالغری کشور شناخته شده است و هر ساله هزاران تن سیب زمینی به ارزش میلیاردها تومان در این مکان معامله می شود شغل اصلی و معروف آنها فروش کاسه های آبگوشت که به زبان خودشان تیلتا نام دارد است و به کسانی که آبگوشت میفروشند هم تیلتاساتان میگویند معمولا قیمت هر کاسه تیلتا(آب گوشت)پنج هزارتومان است.

## جاذبه تاریخی(تپه پیردیکی دوزدوزان)
تپه پیردیکی دوزدوزان مربوط به سده‌ها میانه و متاخر دوران‌های تاریخی پس از اسلام است و در شهرستان سرآب، بخش مهربان، شهر دوزدوزان واقع شده و این اثر در تاریخ ۱۵ دی ۱۳۸۷ با شمارهٔ ثبت ۲۳۹۳۵ به عنوان یکی از آثار ملی ایران به ثبت رسیده است.